# 纤细黄堇
纤细黄堇（学名：Corydalis gracillima），为罂粟科紫堇属下的一个种。

## 扩展阅读
維基物種上的相關：纤细黄堇